# Ubijalec planeta

## Globalni ubijalec
Globalni ubijalec večine višje razvitih oblik življenja na Zemlji je asteroid ali komet, ki sprosti v zgornje plasti dovolj vodikovega sulfida (H2S), da to začne odbijati velik delež sončeve energije nazaj v medplanetarni prostor. Vsa kinetična (gibalna) energija, ki se sprosti ob udarcu kot toplota, ustvari mogočen krater, če udari na kopno ali velikanski cunami, ki ima, ko doseže kopno velikost približno 300 metrov.

## Veliko izumiranje v kredi - konec dinozavrov
Pred 65 milijoni let je v polotok Jukatan, v srednji Ameriki, udaril vsaj eden (ali celo dva) asteroida, ki sta povzročil(a) globalno izumiranje dinozavrov, kot tudi 90 % vseh tedaj živečih življenjiskih oblik. Prekinila se je fotosinteza rastlin, izumrli so rastlinojedi dinzavri in zatem še mesojedi. To je povzročilo propad, ne samo kopenskega življa, temveč večine vseh živalskih vrst v morju.

## Druga najbolj uveljavljena hipoteza - izbruh mega vulkana
Ker je bilo vse kopno zbrano v en sam velikanski super-kontinent Pangeo, je bila tedaj močno povečana dejavnost vulkanov. Super- oz. megavulkan, je podoben tisemu, ki speč čaka pod površjem Yellowstona v Združenih državah Amerike. Tu naj bi bil scenarij skoraj enak, le da ni bilo udarca od zgoraj.